# Jacqueline François
Jacqueline François (Neuilly-sur-Seine, 30 januari 1922 - 7 maart 2009) was een Frans zangeres.
Haar bijnaam was "Madame de Paris" afgeleid van een chanson van Henri Contet en Paul Durand dat haar op het lijf was geschreven. Charles Trenet zei over haar dat de stem van Jacqueline François en de microfoon zich tot elkaar verhielden als twee geliefden. Haar echte naam was Jacqueline Guillemautot.